# Мальме (комуна)
Комуна Мальме (швед. Malmö kommun) — адміністративно-територіальна одиниця місцевого самоврядування, що розташована в лені Сконе у південній Швеції.
Мальме 262-а за величиною території комуна Швеції. Адміністративний центр комуни — місто Мальме.

## Населення
Населення становить 306 738 чоловік (станом на вересень 2012 року).
| Кількість населення комуни Мальме за 1810-2010 роки | Кількість населення комуни Мальме за 1810-2010 роки | Кількість населення комуни Мальме за 1810-2010 роки | Кількість населення комуни Мальме за 1810-2010 роки | Кількість населення комуни Мальме за 1810-2010 роки |
| --------------------------------------------------- | --------------------------------------------------- | --------------------------------------------------- | --------------------------------------------------- | --------------------------------------------------- |
| Рік                                                 |                                                     |                                                     | Населення                                           |                                                     |
| 1810                                                | 1810                                                |                                                     | 3 962                                               | 3 962                                               |
| 1850                                                | 1850                                                |                                                     | 13 087                                              | 13 087                                              |
| 1900                                                | 1900                                                |                                                     | 60 857                                              | 60 857                                              |
| 1950                                                | 1950                                                |                                                     | 191 785                                             | 191 785                                             |
| 1970                                                | 1970                                                |                                                     | 259 535                                             | 259 535                                             |
| 1980                                                | 1980                                                |                                                     | 233 803                                             | 233 803                                             |
| 1990                                                | 1990                                                |                                                     | 233 887                                             | 233 887                                             |
| 2000                                                | 2000                                                |                                                     | 259 579                                             | 259 579                                             |
| 2010                                                | 2010                                                |                                                     | 298 963                                             | 298 963                                             |
| Джерело: SCB                                        |                                                     |                                                     |                                                     |                                                     |

## Населені пункти
Комуні підпорядковано 9 міських поселень (tätort) та низка сільських, більші з яких:
- Мальме (Malmö)
- Оксіє (Oxie)
- Бункефлустранд (Bunkeflostrand)
- Тиґельше (Tygelsjö)
- Седра-Клаґсгамн (Södra Klagshamn)
- Вінтріє (Vintrie)
- Вестра-Клаґсторп (Västra Klagstorp)
- Туарп (Toarp)
- Скумпарп (Skumparp)

## Міста побратими
Комуна підтримує побратимські контакти з такими муніципалітетами:
- Вааса, Фінляндія
- Таллінн, Естонія
- Щецін, Польща
- Штральзунд, Німеччина
- Калінінград, Росія
- Флоренція, Італія

## Галерея

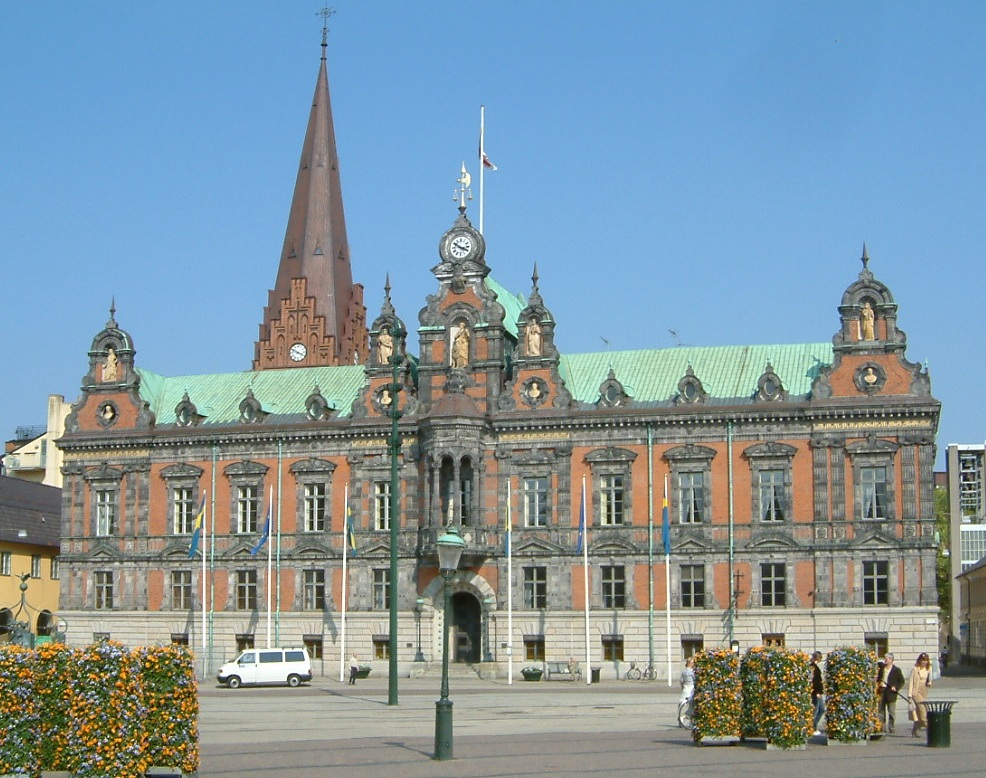
Ратуша (Мальме)
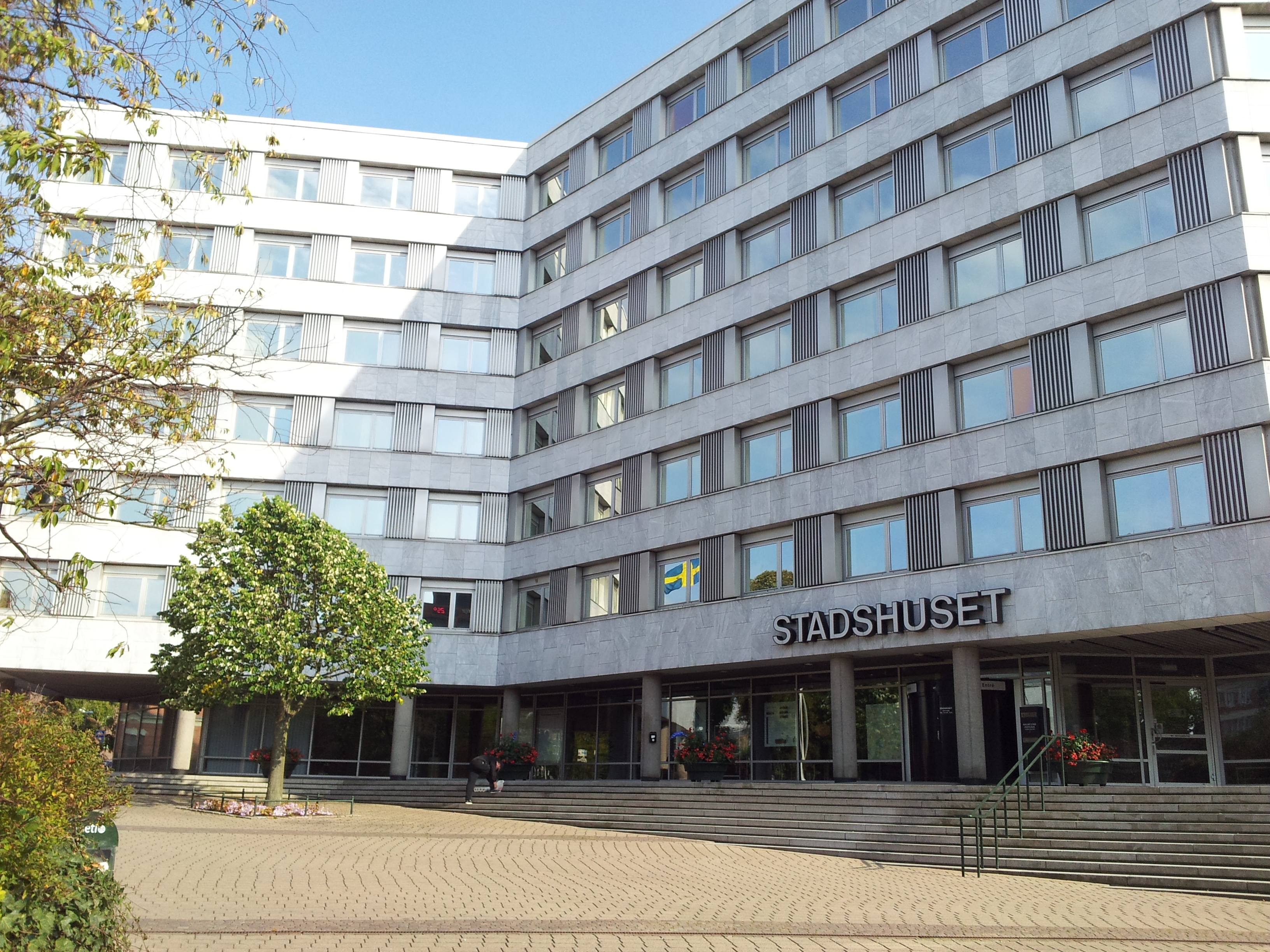
Управа комуни (Мальме)
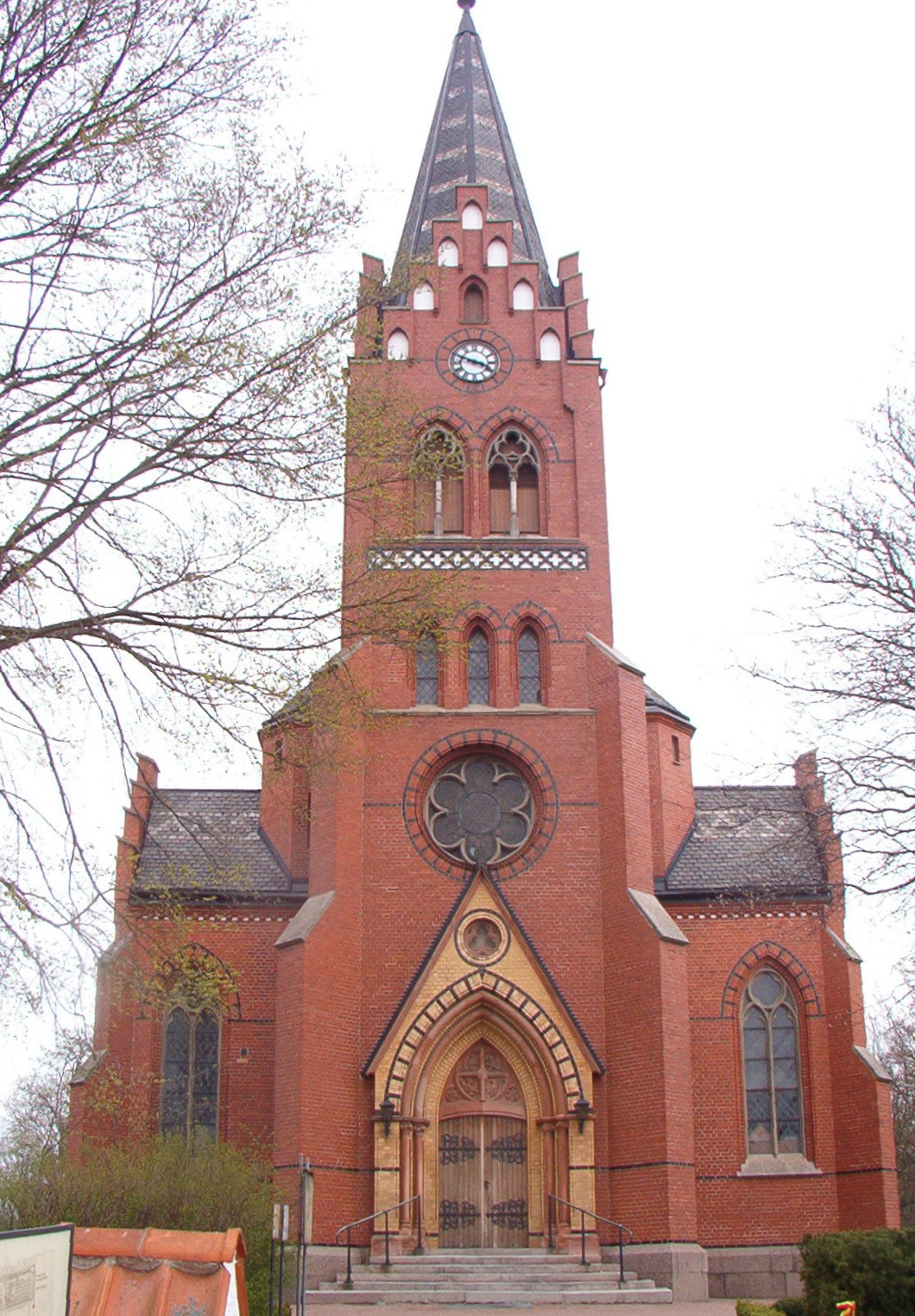
Церква (Тиґельше)
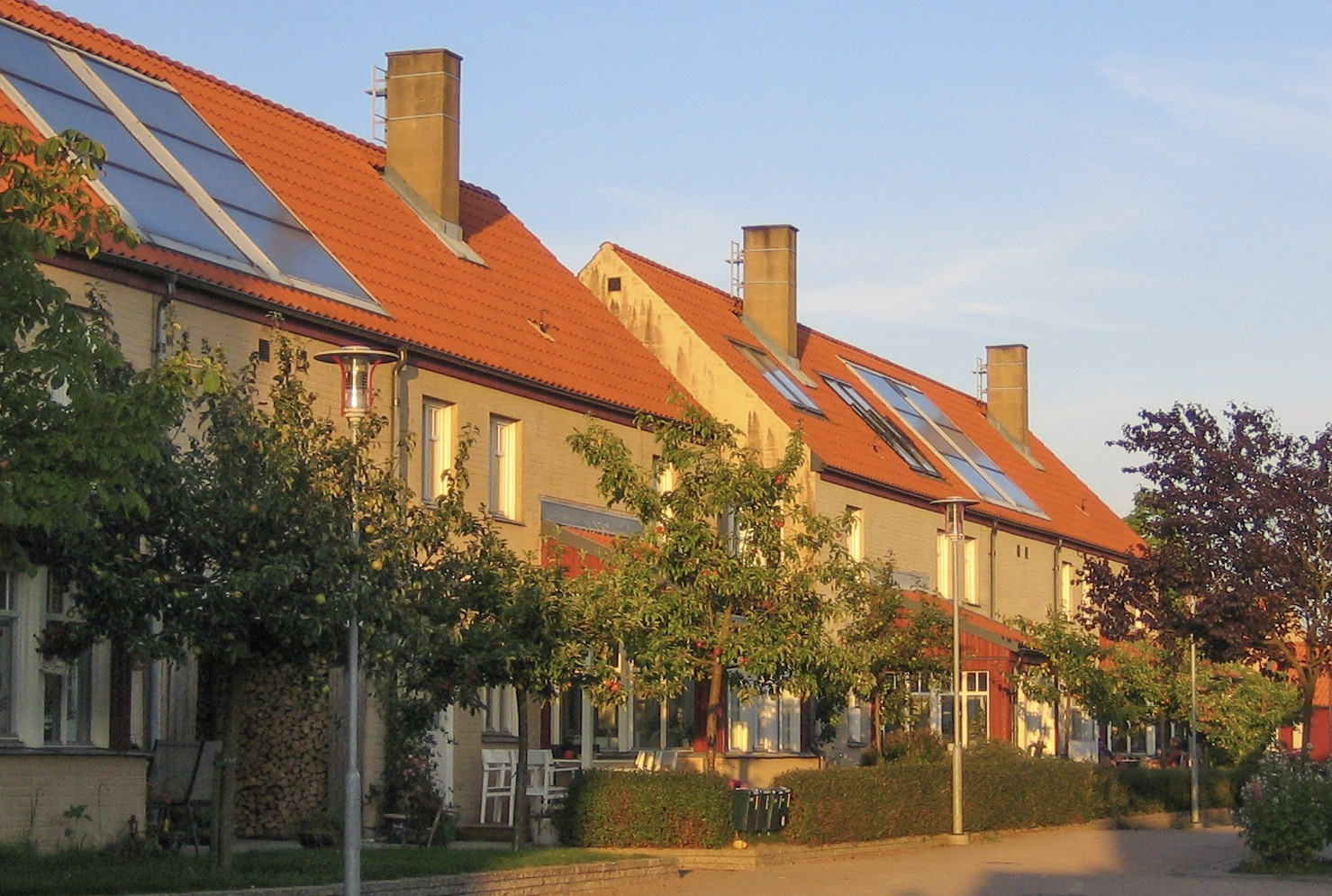
Містечко Туарп
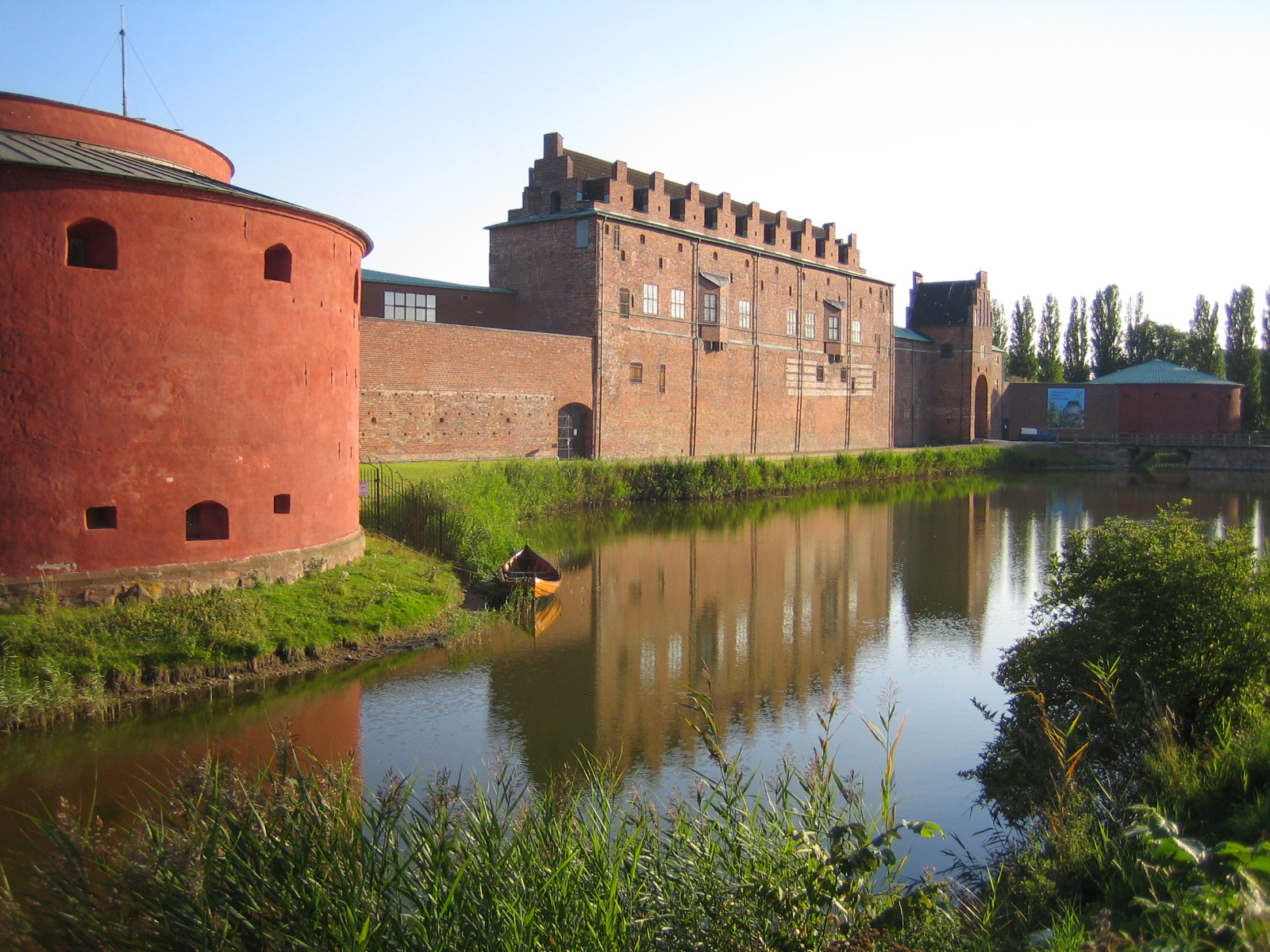
Замок Мальмегус